# Pohreby (rejon obuchowski)
Pohreby (ukr. Погреби) – wieś na Ukrainie, w obwodzie kijowskim, w rejonie obuchowskim, nad Stuhną. W 2001 roku liczyła 422 mieszkańców.